# Galilea (Hiszpania)
Galilea – gmina w Hiszpanii, w prowincji La Rioja, w La Rioja, o powierzchni 9,74 km². W 2011 roku gmina liczyła 381 mieszkańców.